# Sniper Ghost Warrior 3
Sniper Ghost Warrior 3 es un shooter táctico en primera persona desarrollado por CI Games. Es la tercera entrada de la serie Sniper: Ghost Warrior. El juego fue lanzado mundialmente para Microsoft Windows, PlayStation 4 y Xbox One el 25 de abril de 2017.

## Desarrollo
El juego está desarrollado por CI Games, el cual también desarrolló los predecesores del juego. Mientras los juegos anteriores no fueron un éxito crítico, la compañía consideró la serie un éxito comercial, cuando  vendieron encima 5.5 millones de copias en conjunto.
Anunciado el 16 de diciembre de 2014 y considerado como "la mejor experiencia de francotirador para PC y consolas de próxima generación" por CI Games, las primeras secuencias de juego del juego fueron mostradas durante E3 2015, mientras que el primer gameplay fue subido al canal de YouTube de CI Games en 22 de julio de 2015.
El presupuesto y la escala del juego se expanden significativamente y son mayores que los de sus predecesores, y el título es la primera entrada de la serie que tiene una escala de producción AAA. El director creativo del juego es Paul B. Robinson, un veterano militar que también tiene una carrera de 20 años en desarrollo de juegos. El diseñador narrativo principal es Jess Lebow, que había trabajado en franquicias como Liga de Leyendas, Guerras de Gremio y Grito Lejano. Según CI Games, Sniper: Ghost Warrior 2 sentó las bases para el desarrollo del juego.

## Recepción
Sniper Ghost Warrior 3 recibió "revisiones" mixtas, según sitio web de agregación de revisiones Metacritic. La versión de Playstation 4  tiene una puntuación de 57/100, el de Xbox One tiene una puntuación de 57/100 y la versión de PC tiene una puntuación de 59/100.
GameSpot le dio a la versión de PlayStation 4 una revisión mixta con una puntuación de 5/10: "Sniper Ghost Warrior 3 se siente como de clase B, a un precio económico juego.Incluso la historia predecible, llena de blasfemias, es una reminiscencia del tipo de arenoso de películas B por la cual Steven Seagal es conocido. "